# Ageratella
Ageratella é um género botânico pertencente à família Asteraceae.